# Thismia clavarioides
Thismia clavarioides là một loài thực vật có hoa trong họ Burmanniaceae. Loài này được K.R.Thiele mô tả khoa học đầu tiên năm 2002.